# Igor (Album)
Igor ist das fünfte Studioalbum des US-amerikanischen Rappers Tyler, the Creator. Es erschien am 17. Mai 2019 über die Labels Columbia Records und Sony Music.

## Produktion
Das gesamte Album wurde von Tyler, the Creator selbst produziert.

## Covergestaltung
Das Albumcover zeigt Tyler, the Creator in Schwarz-weiß. Er blickt den Betrachter mit leicht geöffnetem Mund an. Der Hintergrund ist komplett rosa gehalten. Der Titel Igor in Schwarz befindet sich rechts unten im Bild, und am unteren Bildrand steht die Anmerkung All Songs written, produced, and arranged by Tyler Okonma.

## Gastbeiträge
Auf fünf der zwölf Lieder des Albums treten neben Tyler, the Creator andere Künstler in Erscheinung. So ist der Rapper Lil Uzi Vert auf Igor’s Theme zu hören, während die Sängerin Solange Knowles einen Gastauftritt im Song I Think hat. Der Comedian Jerrod Carmichael sprach für fünf Stücke kurze Texte ein, die als Nebenbemerkungen des Erzählers Igors Gemütszustand im Verlauf der Platte verdeutlichen. Earfquake ist eine Kollaboration mit dem Rapper Playboi Carti, und der Sänger Pharrell Williams ist auf Are We Still Friends? vertreten. Zudem arbeitet Tyler, the Creator auf Puppet mit dem Rapper Kanye West zusammen. Bei einigen Stücken ist der Gesang verschiedener Musiker im Hintergrund zu hören, darunter Santigold, Jessy Wilson, La Roux, CeeLo Green, Charlie Wilson und slowthai.

## Titelliste
| #  | Titel                    | Gastmusiker                    | Produzenten        | Länge |
| -- | ------------------------ | ------------------------------ | ------------------ | ----- |
| 1  | Igor’s Theme             | Lil Uzi Vert                   | Tyler, the Creator | 3:21  |
| 2  | Earfquake                | Charlie Wilson & Playboi Carti | Tyler, the Creator | 3:10  |
| 3  | I Think                  | Solange Knowles                | Tyler, the Creator | 3:32  |
| 4  | Boyfriend 1              | Charlie Wilson                 | Tyler, the Creator | 4:00  |
| 5  | Running Out of Time      | Childish Gambino               | Tyler, the Creator | 2:57  |
| 6  | New Magic Wand           |                                | Tyler, the Creator | 3:15  |
| 7  | A Boy Is a Gun           |                                | Tyler, the Creator | 3:30  |
| 8  | Puppet                   | Kanye West                     | Tyler, the Creator | 2:59  |
| 9  | What’s Good              |                                | Tyler, the Creator | 3:26  |
| 10 | Gone, Gone / Thank You   | CeeLo Green                    | Tyler, the Creator | 6:15  |
| 11 | I Don’t Love You Anymore |                                | Tyler, the Creator | 2:41  |
| 12 | Are We Still Friends?    | Pharrell Williams              | Tyler, the Creator | 4:24  |

## Rezeption

### Kritiken
Igor wurde von Musikjournalisten fast durchgehend positiv bewertet. Die Seite Metacritic errechnete aus 18 Bewertungen englischsprachiger Medien einen Schnitt von 81 %.
Kay Schier von laut.de bewertete Igor mit vier von möglichen fünf Punkten. Tyler, the Creator werde „mit "Igor" immer mehr zu einem von diesen Leuten, von deren Musik man sich im Vorfeld sicher ist, dass da nur etwas Geiles kommen kann.“ So klinge er „weit entfernt davon, als würden ihm in absehbarer Zukunft die Ideen ausgehen“ und seine Texte seien „entwaffnend ehrlich, ausgeklügelt, gleichzeitig unverkopft.“ Auch die Produktion gehe „sanft fließend ineinander über“ und „klingt ungemein aus einem Guss.“ Lediglich ein mitunter „exzessiver Einsatz von stark verfremdenden Effekten“ wird kritisiert.

### Preise
Igor wurde bei den Grammy Awards 2020 in der Kategorie Best Rap Album ausgezeichnet. 

## Kommerzieller Erfolg

### Chartplatzierungen und Singles
Igor stieg am 24. Mai 2019 auf Platz 29 in die deutschen Charts ein und konnte sich insgesamt vier Wochen in den Top 100 halten. Besonders erfolgreich war das Album in den US-amerikanischen Charts, wo es die Spitze belegte. Die Top 10 erreichte es zudem unter anderem in Neuseeland, Australien, Norwegen, dem Vereinigten Königreich, den Niederlanden, Dänemark, Schweden, Finnland, Österreich und Portugal.
| ChartsChartplatzierungen       | Höchstplatzierung | Wochen |
| ------------------------------ | ----------------- | ------ |
| Deutschland (GfK)              | 29 (4 Wo.)        | 4      |
| Österreich (Ö3)                | 7 (9 Wo.)         | 9      |
| Schweiz (IFPI)                 | 14 (23 Wo.)       | 23     |
| Vereinigte Staaten (Billboard) | 1 (234 Wo.)       | 234    |
| Vereinigtes Königreich (OCC)   | 4 (20 Wo.)        | 20     |

| ChartsJahrescharts (2019)      | Platzierung |
| ------------------------------ | ----------- |
| Vereinigte Staaten (Billboard) | 71          |

| ChartsJahrescharts (2020)      | Platzierung |
| ------------------------------ | ----------- |
| Vereinigte Staaten (Billboard) | 151         |

| ChartsJahrescharts (2021)      | Platzierung |
| ------------------------------ | ----------- |
| Vereinigte Staaten (Billboard) | 143         |

| ChartsJahrescharts (2022)      | Platzierung |
| ------------------------------ | ----------- |
| Vereinigte Staaten (Billboard) | 72          |

| ChartsJahrescharts (2023)      | Platzierung |
| ------------------------------ | ----------- |
| Vereinigte Staaten (Billboard) | 54          |

| ChartsJahrescharts (2024)      | Platzierung |
| ------------------------------ | ----------- |
| Vereinigte Staaten (Billboard) | 98          |

Als einzige Single wurde der Song Earfquake am 4. Juni 2019 zum Download veröffentlicht. Er erreichte Platz 13 der US-Charts und Rang 17 der britischen Charts. Aufgrund von Downloads und Streaming konnten sich auch die Lieder I Think, Igor’s Theme, Running Out of Time, New Magic Wand, A Boy Is a Gun, What’s Good und Puppet in den Billboard Hot 100 platzieren.

### Auszeichnungen für Musikverkäufe
Im Vereinigten Königreich erhielt es für mehr als 300.000 verkaufte Exemplare im Jahr 2025 eine Platin-Schallplatte. 2023 wurde es in den Vereinigten Staaten für über zwei Millionen Verkäufe mit Doppel-Platin ausgezeichnet.
| Land/Region                  | Auszeichnungen für Musikverkäufe (Land/Region, Auszeichnung, Verkäufe) | Verkäufe  |
| ---------------------------- | ---------------------------------------------------------------------- | --------- |
| Australien (ARIA)            | Platin                                                                 | 70.000    |
| Brasilien (PMB)              | Platin                                                                 | 40.000    |
| Dänemark (IFPI)              | Platin                                                                 | 20.000    |
| Frankreich (SNEP)            | Platin                                                                 | 100.000   |
| Italien (FIMI)               | Platin                                                                 | 50.000    |
| Kanada (MC)                  | Platin                                                                 | 80.000    |
| Mexiko (AMPROFON)            | Gold                                                                   | 30.000    |
| Neuseeland (RMNZ)            | 2× Platin                                                              | 30.000    |
| Norwegen (IFPI)              | 2× Platin                                                              | 40.000    |
| Polen (ZPAV)                 | 2× Platin                                                              | 40.000    |
| Portugal (AFP)               | Gold                                                                   | 3.500     |
| Vereinigte Staaten (RIAA)    | 2× Platin                                                              | 2.000.000 |
| Vereinigtes Königreich (BPI) | Platin                                                                 | 300.000   |
| Insgesamt                    | 2× Gold · 15× Platin ·                                                 | 2.803.500 |

Hauptartikel: Tyler, the Creator/Auszeichnungen für Musikverkäufe